# Dionysia caespitosa
Dionysia caespitosa là một loài thực vật có hoa trong họ Anh thảo. Loài này được Boiss. mô tả khoa học đầu tiên năm 1846.